# Херши-Пресли, Эрин
Э́рин Э́лиз Хе́рши-Пре́сли (англ. Erin Alise Hershey-Presley; род. 2 сентября 1976, Сиэтл, Вашингтон) — американская актриса.

## Биография
Эрин Элиз Херши родилась 2 сентября 1976 года в Сиэтле (штат Вашингтон, США).
Эрин окончила «Mercer Island High School».

## Карьера
Эрин дебютировала в кино в 1996 году, сыграв роль в фильме «Вирус конца света». В 2000—2003 года Херши играла роль Элисон Баррингтон Кович в мыльной опере «Порт Чарльз», за которую она получила номинацию «Выдающаяся женщина-новичок» премии «Soap Opera Digest Awards» и две номинации на премию «Daytime Emmy Awards» — «Любимая пара Америки» (2002) и «Выдающаяся актриса в драматическом сериале» (2003). Всего она сыграла в 12-ти фильмах и телесериалах.

## Личная жизнь
С 27 июля 2002 года Эрин замужем за актёром Брайаном Пресли (род.1977). У супругов есть трое детей: сын Джексон Ганнар Пресли (род.07.01.2007) и двое дочерей — Эмма Пресли (род.2010) и Руби Роуз Пресли (род. в июне 2013).

## Избранная фильмография
| Год       |   | Русское название  | Оригинальное название | Роль                     |
| --------- | - | ----------------- | --------------------- | ------------------------ |
| 1996      | ф | Вирус конца света | Doomsday Virus        | имя персонажа неизвестно |
| 2000—2003 | с | Порт Чарльз       | Port Charles          | Элисон Баррингтон Кович  |
| 2004—2013 | с | Главный госпиталь | General Hospital      | Элисон Баррингтон        |
| 2005      | с | Уилл и Грейс      | Will & Grace          | Николь                   |
| 2010      | ф | Единожды падший   | Once Fallen           | мать «Бита»              |